# هارون جارفيس
هارون جارفيس (بالإنجليزية: Aaron Jarvis)‏ هو لاعب اتحاد الرغبي بريطاني، ولد في 20 مايو 1986 في إكزتر في المملكة المتحدة.

## وصلات خارجية
- هارون جارفيس على موقع دوري الرغبي الممتاز (الإنجليزية)
- هارون جارفيس عل موقع إسبنسكروم (الإنجليزية)
- هارون جارفيس على موقع ItsRugby.co.uk (الإنجليزية)